# Kostas Patavoukas
Kostas Patavoukas (en griego: Κώστας Παταβούκας, nació el 3 de febrero de 1966 en Atenas, Grecia) es un exjugador griego de baloncesto que jugó en el Panathinaikos BC, en el AEK Atenas B.C. y en el Kinder Bolonia.

## Biografía
Comenzó su carrera en el Asteras Exarhion y después fue dos veces finalista de la copa de Grecia en 1988 y en 1992 con el AEK Atenas B.C.. Después se movió al Panathinaikos BC y ganó la Euroliga en 1996 en París junto con dos campeonatos griegos en 1998 y 1999. Después del Panathinaikos, se fue a Italia a jugar en el Kinder Bolonia. En 1989 fue medalla de plata en el EuroBasket 1989 en Yugoslavia.